# Teodor Torosiewicz
Teodor Torosiewicz (ur. 6 września 1789 w Stanisławowie, zm. 2 marca 1876 we Lwowie) – polski farmaceuta i balneochemik pochodzenia ormiańskiego. Autor licznych publikacji dotyczących wód leczniczych.

## Życiorys
Studia farmaceutyczne ukończył w Wiedniu. Mieszkał i pracował we Lwowie, gdzie posiadał aptekę wyposażoną w laboratorium, w którym przeprowadzał swoje analizy chemiczne. Określając skład chemiczny wód leczniczych przyczynił się do rozwoju wielu uzdrowisk w rejonie południowo-wschodniej Polski oraz zdobył uznanie w świecie naukowym. Był honorowym członkiem wielu towarzystw naukowych w kraju i za granicą. W 1849 r. opublikował zbiorczą pracę pt. Źródła mineralne w Królestwie Galicji i na Bukowinie pod względem fizyczno-chemicznych właściwości opisane.
Pracował również nad barwionym szkłem aptecznym. Jako pierwszy opisał i zastosował metody i korzyści z przechowywania leków w naczyniach z zabarwionego szkła.
W latach 1860–1876 był członkiem honorowym Poznańskiego Towarzystwa Przyjaciół Nauk.
Zmarł we Lwowie i został pochowany na miejscowym cmentarzu Łyczakowskim.